# Martijn Spierenburg

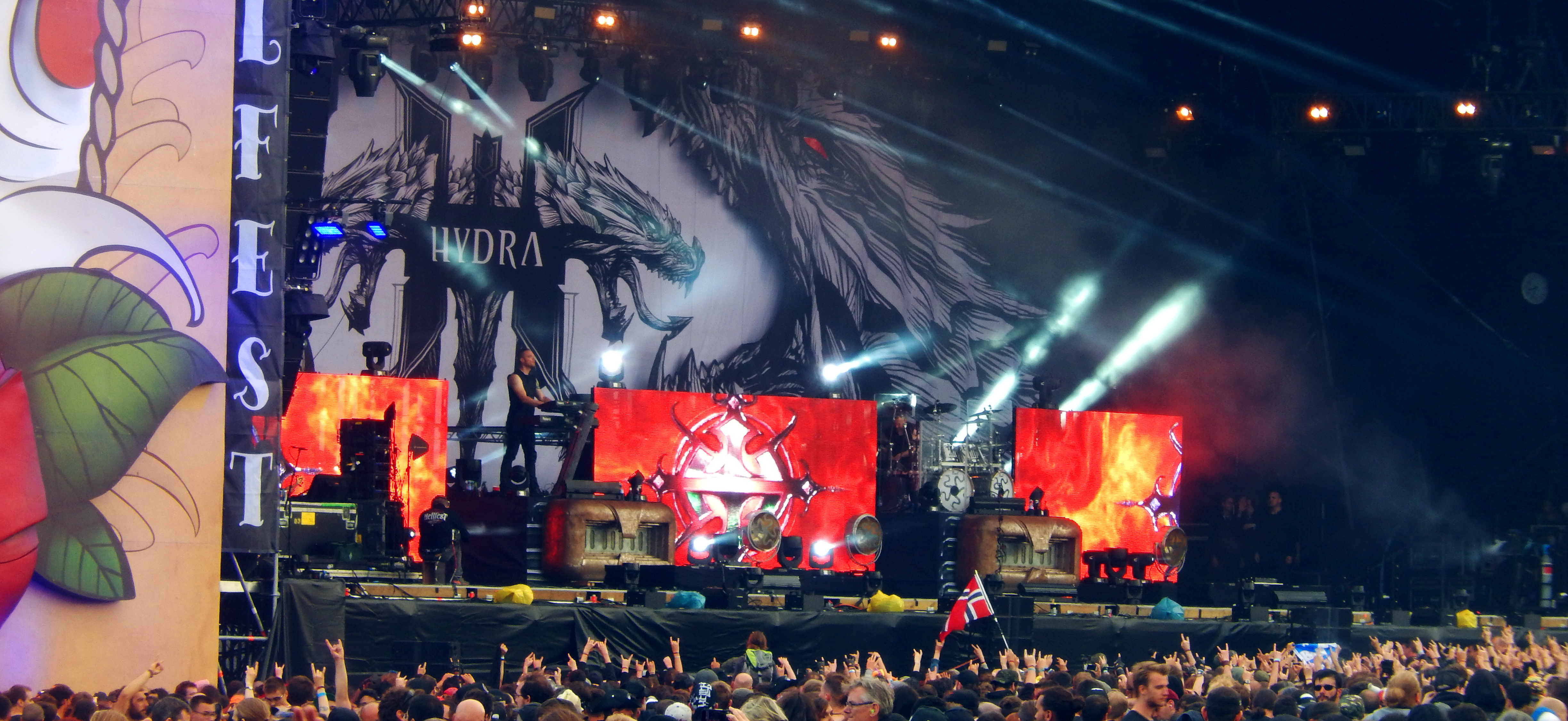
Martijn Spierenburg au Hellfest 2016

Martijn Spierenburg (Martinus Johannes Everardus Spierenburg, né le 30 janvier 1975) est le joueur de clavier du groupe Within Temptation. 